# Wahlkreis Flöha
Der Wahlkreis Flöha war ein Landtagswahlkreis zur Landtagswahl in Sachsen 1990, der ersten Landtagswahl nach der Wiedergründung des Landes Sachsen. Er hatte die Wahlkreisnummer 51. Für die Landtagswahlen 1994 und 1999 wurde die Wahlkreisstruktur verändert. Das Gebiet des Wahlkreises Flöha wurde Teil des Wahlkreises Freiberg 1.
Der Wahlkreis umfasste alle Gemeinden des Landkreises Flöha: Altenhain, Augustusburg, Borstendorf, Braunsdorf, Breitenau, Dittmannsdorf, Eppendorf, Erdmannsdorf, Falkenau, Flöha, Frankenstein, Gahlenz, Großwaltersdorf, Grünberg, Grünhainichen, Hennersdorf, Hohenfichte, Kirchbach, Kleinhartmannsdorf, Leubsdorf, Lichtenwalde, Marbach, Memmendorf, Mühlbach, Niederwiesa, Oederan, Schellenberg und Schönerstadt.

## Ergebnisse
Die Landtagswahl 1990 fand am 14. Oktober 1990 statt und hatte folgendes Ergebnis für den Wahlkreis Flöha:
| Direktkandidat | Partei (Kürzel) | Erststimmen (%) | Zweitstimmen (%) |
| -------------- | --------------- | --------------- | ---------------- |
|                | DA              | -               | 00,5             |
| Eckhard Weigel | CDU             | 58,8            | 60,4             |
|                | Chr. L          | -               | 00,7             |
|                | DBU             | -               | 00,4             |
| Gerhard Loose  | DSU             | 04,2            | 03,1             |
| Rita Hoffmann  | F.D.P.          | 07,7            | 05,2             |
| Olaf Lützner   | LL-PDS          | 08,4            | 07,7             |
|                | NPD             | -               | 00,7             |
| Lutz Lipkowsky | FORUM           | 06,0            | 04,4             |
|                | RAP             | -               | 00,1             |
|                | SHB             | -               | 00,1             |
| Jörg Beer      | SPD             | 14,9            | 16,8             |

Es waren 38.895 Personen wahlberechtigt. Die Wahlbeteiligung lag bei 78,4 %. Von den abgegebenen Stimmen waren 4,0 % ungültig. Als Direktkandidat gewählt wurde Eckhard Weigel (CDU). Er erreichte 58,8 % aller gültigen Erststimmen.